# Tienda Pata
Tienda Pata (auch: Rancho Pata) ist eine Ortschaft im Departamento La Paz im südamerikanischen Andenstaat Bolivien.

## Lage im Nahraum
Tienda Pata liegt in der Provinz Loayza und ist einziger Ort im Cantón Tienda Pata im Municipio Cairoma. Die Ortschaft liegt auf einer Höhe von 4371 m in einem der westlichen Täler der Cordillera Quimsa Cruz im Quellbereich des Río Pecueno, der in westlicher Richtung in den Río Lambramani mündet.

## Geographie
Tienda Pata liegt zwischen dem bolivianischen Altiplano im Westen und dem Amazonas-Tiefland im Osten. Die Region weist ein typisches Tageszeitenklima auf, bei dem die Temperaturunterschiede zwischen Tag und Nacht größer sind als die mittleren Temperaturunterschiede zwischen den Jahreszeiten.
Die mittlere Durchschnittstemperatur der Region liegt bei 9 °C, der Jahresniederschlag beträgt 500 bis 600 mm (siehe Klimadiagramm Viloco), mit einer ausgeprägten Trockenzeit von Mai bis August mit Monatswerten von unter 15 mm Niederschlag.

## Verkehrsnetz
Tienda Pata liegt in einer Entfernung von 156 Straßenkilometern südöstlich von La Paz, der Hauptstadt des gleichnamigen Departamentos.
Von La Paz aus führt eine Landstraße entlang des Río de la Paz über die Zona Sur und Mecapaca nach Südosten. Nach etwa 98 Kilometern wird der Río de la Paz auf einer Höhe von 1710 m verlassen, die Straße steigt nun an und erreicht Viloco nach weiteren 55 Kilometern. Von Viloco aus führt eine Nebenstraße nach Südwesten in das drei Kilometer entfernte Tienda Pata.

## Bevölkerung
Die Einwohnerzahl der Ortschaft ist in dem Jahrzehnt zwischen den beiden letzten Volkszählungen leicht zurückgegangen:
| Jahr | Einwohner         | Quelle       |
| ---- | ----------------- | ------------ |
| 1992 | keine Detaildaten | Volkszählung |
| 2001 | 235               | Volkszählung |
| 2012 | 221               | Volkszählung |
| 2024 |                   | Volkszählung |